# Paruline jaune
Setophaga aestiva
Espèce
La Paruline jaune (Setophaga aestiva) est une espèce de passereaux de la famille des Parulidae.

## Répartition et sous-espèces
Neuf sous-espèces sont reconnues par la classification de référence du Congrès ornithologique international (18 août 2023) :
- S. a. rubiginosa (Pallas, 1811) — sud de l'Alaska et ouest du Canada
- S. a. banksi (Browning, 1994) — centre de l'Alaska et nord-ouest du Canada
- S. a. parkesi (Browning, 1994) — nord de l'Alaska et nord du Canada
- S. a. amnicola (Batchelder, 1918) — centre-ouest à est du Canada
- S. a. aestiva (Gmelin, JF, 1789) — centre-sud à est du Canada et sud à est, centre des États-unis
- S. a. morcomi (Coale, 1887) — intérieur sud-ouest du Canada et centre-ouest des États-unis
- S. a. brewsteri (Grinnell, 1903) — côte ouest des États-unis et nord-ouest Mexique
- S. a. sonorana (Brewster, 1888) — intérieur sud-ouest des États-unis et nord à nord-ouest du Mexique
- S. a. dugesi (Coale, 1887) — centre du Mexique

## Description
- Vol.
- Chant.

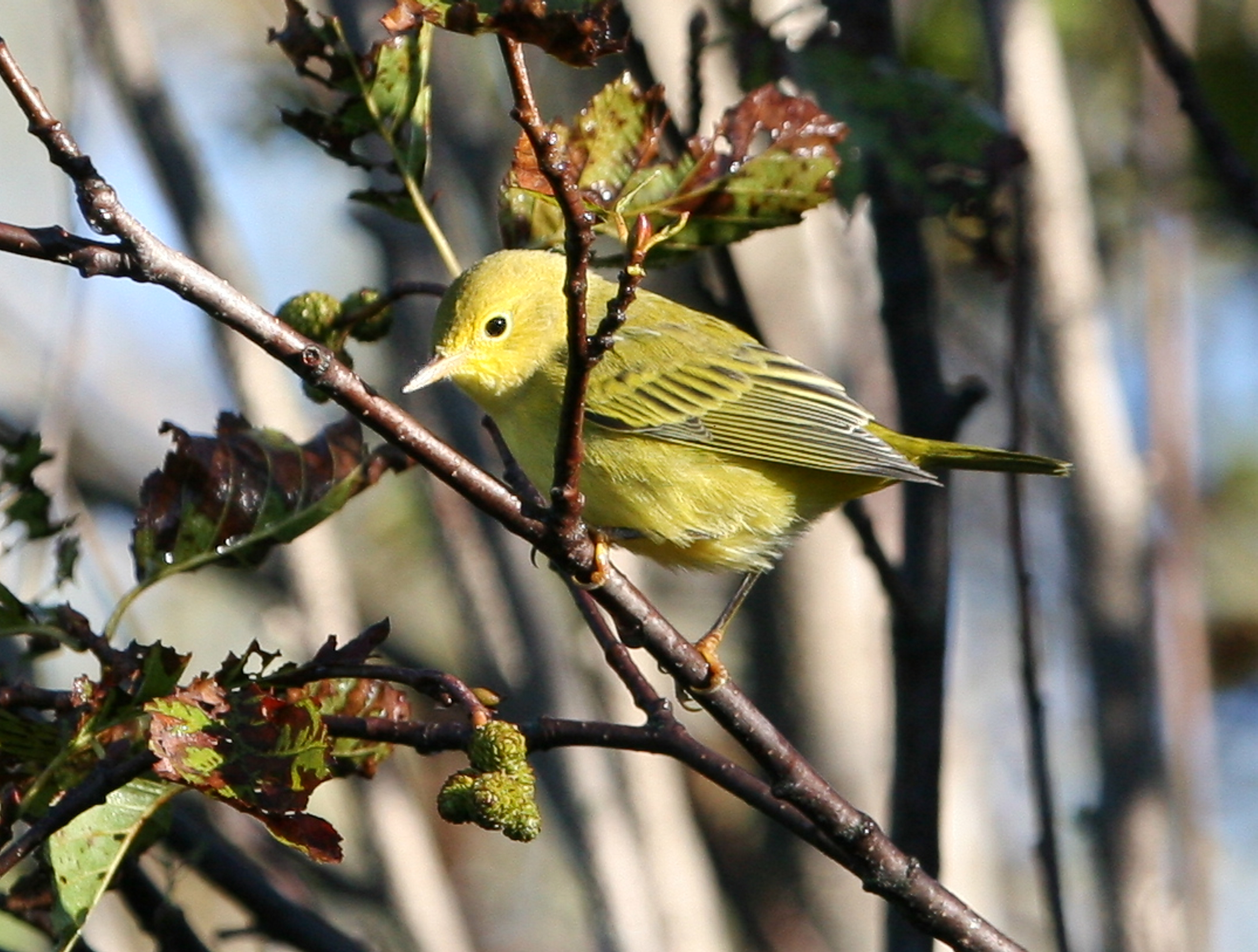
Paruline jaune en Alaska.
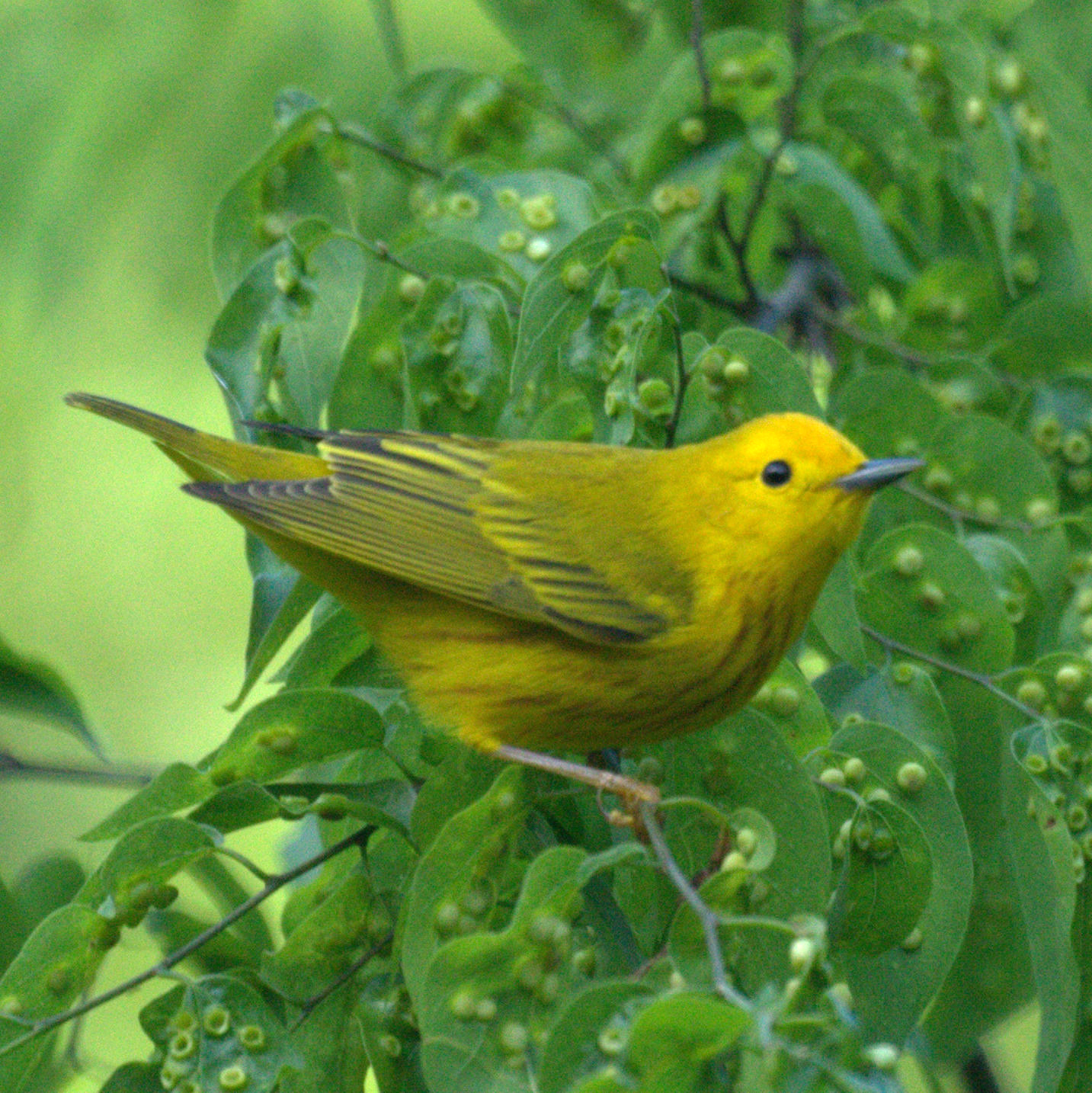
Individu au plumage tirant sur le vert.
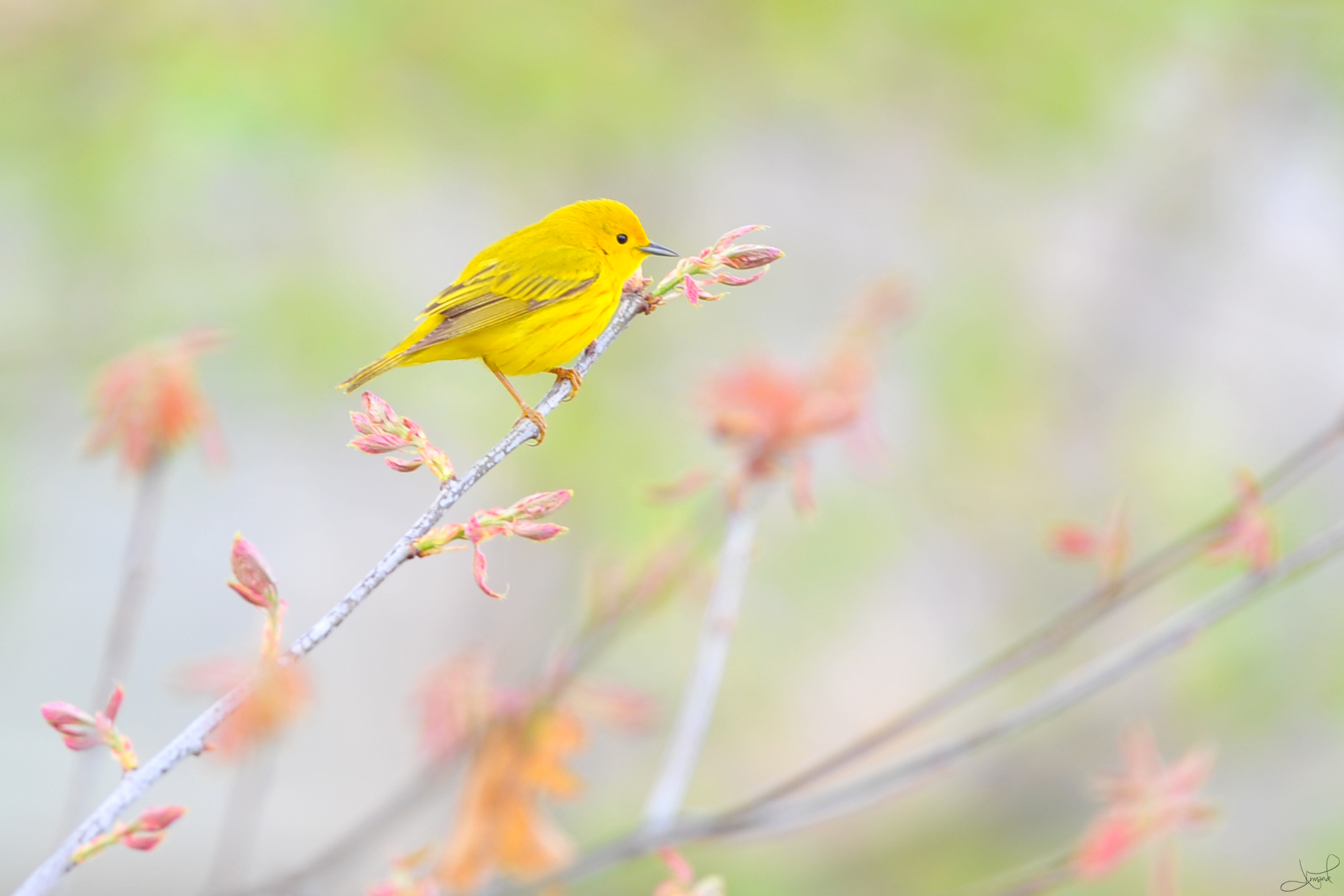
Individu jaune.

## Systématique
Le nom valide complet (avec auteur) de ce taxon est Setophaga aestiva (J.F.Gmelin, 1789). L'espèce a été initialement classée dans le genre Motacilla sous le protonyme Motacilla aestiva J.F.Gmelin, 1789.
L'espèce porte en français le nom normalisé de « Paruline jaune ».